# Garveia grisea
Garveia grisea is een hydroïdpoliep uit de familie Bougainvilliidae. De poliep komt uit het geslacht Garveia. Garveia grisea werd in 1905 voor het eerst wetenschappelijk beschreven door Motz-Kossowska. 